# Bashkia e Manzës
Bashkia e Manzës är en kommundel och tidigare kommun i Albanien.   Den ligger i prefekturen Qarku i Durrësit, i den nordvästra delen av landet, 25 kilometer nordväst om huvudstaden Tirana. Vid 2015 års administrativa indelning blev den en del av Durrës kommun. Kommundelen har 6 652 invånare enligt en folkräkning från år 2011.
```
Runt Bashkia e Manzës är det tätbefolkat, med 
476
 invånare per kvadratkilometer.
[
4
]
```